# Yahu Shuiku
Yahu Shuiku (kinesiska: 亚湖水库) är en reservoar i Kina. Den ligger i provinsen Fujian, i den sydöstra delen av landet, omkring 330 kilometer sydväst om provinshuvudstaden Fuzhou. Yahu Shuiku ligger 38 meter över havet. Arean är 0,67 kvadratkilometer. I omgivningarna runt Yahu Shuiku växer i huvudsak städsegrön lövskog. Den sträcker sig 2,4 kilometer i nord-sydlig riktning, och 1,4 kilometer i öst-västlig riktning.
Genomsnittlig årsnederbörd är 1 451 millimeter. Den regnigaste månaden är maj, med i genomsnitt 297 mm nederbörd, och den torraste är oktober, med 17 mm nederbörd.